# Lobna Abdel Aziz
Lobna Abdel Aziz, também conhecida como Lobna Abdelaziz ou Lobna Abd-el-aziz ( em árabe egípcio:  لبنى عبد العزيز  ; nascida em 1 de agosto de 1935) é uma atriz egípcia.

## Família
Seu pai era o escritor egípcio Hamed Abdelaziz. Em sua juventude, ela se casou fora do Egito com o famoso rico produtor egípcio Ramsis Nagib. Ele se divorciou dela mais tarde no Egito contra a vontade dela e a vontade dele, embora eles estivessem se amando e felizes juntos. Ela leu a notícia de seu divórcio em um diário antes de se divorciar. Ramsis Nagib manteve sua religião cristã  durante o casamento de Lobna Abdelaziz, casando-se com ela fora do Egito para superar as leis egípcias que proíbem tal casamento,  isso é comprovado pela sentença do tribunal.  Depois disso casou-se com Ismael Barrada com quem teve duas filhas. Ismael morreu depois de mais de 40 anos de casamento.

## Filmografia selecionada
- 2011 Geddo Habibi = Vovô Meu Querido
- 1967 Edrab El Shahhatin = greve dos mendigos
- 1967 El Mokharrebun = Os Vândalos
- 1967 El Eib = O Defeito
- 1965 Slalom (italiano) = Ziguezague
- 1963 Aroos El Nil = Noiva do Nilo
- 1963 Resalah Men Emraah Maghulah = Mensagem de Mulher Desconhecida
- 1962 Ah Men hawwa = Ah 0f Eva
- 1961 Wa Islamah = Oh Islam
- 1961 Gharam El Asyad = Amor de Mestres
- 1959 Ana Horra = Estou Livre
- 1957 El Wesadah El Khaliyah = O Travesseiro Vazio

## Televisão
- 2007 Emaret Yakobyan (série de televisão não filme) = Edifício Yakobyan

## Teatro
- 2010 Sokkar Hanem (peça teatral, não filme) = Lady Sugar